# 绍伊托什卡尔
绍伊托什卡尔，是匈牙利沃什州所辖的一个村，总面积9.41平方公里，总人口416，人口密度44.2人/平方公里（2010年1月1日）。